# Heraldo de Madrid
El Heraldo de Madrid va ser un diari espanyol publicat a Madrid entre 1890 i el 27 de març de 1939, d'ideologia liberal, que va ser evolucionant fins a situar-se com republicà d'esquerres durant la Segona República. En aquesta època va ser un dels diaris de major circulació, no sols a Madrid, sinó també en la resta d'Espanya.
Va ser fundat com El Heraldo de Madrid el 1890 per Felipe Ducazcal Lasheras, amb la col·laboració del marquès de Murrieta. El seu primer director va ser José Gutiérrez Abascal. En 1902 el succeí José Francos Rodríguez, pròxim a José Canalejas y Méndez, qui havia adquirit el diari en 1893 al costat del seu germà Luis i altres partidaris del Partit Liberal. En 1906 la Societat Editorial d'Espanya, coneguda com el trust dels periòdics, i de la qual ja formaven part El Imparcial i El Liberal, va comprar el periòdic.
El 1913 ja era el segon periòdic en tiratge de Madrid, darrere de La Correspondencia de España. Durant la Gran Guerra, la Societat Editorial d'Espanya se'n desfé i fou adquirit pels industrials Manuel i Juan Busquets. En 1919 canvia el seu nom ometent l'article i denominant-se Heraldo de Madrid. Durant la Segona República, el seu director era Manuel Fontdevila Cruixent. El novembre de 1934, després dels successos de la Revolució d'Astúries, va ser suspès fins a desembre. Després de la seva reobertura, juntament amb altres diaris republicans d'esquerres, va servir de mitjà d'expressió dels moviments obrers, els periòdics dels quals havien estat suspesos. Poc abans de la Guerra Civil va assumir la direcció Alfredo Cavanillas Blanco. Es va seguir publicant a Madrid durant la Guerra Civil i va desaparèixer amb la victòria franquista.
Es tractava d'una publicació vespertina, d'unes 16 pàgines que no es publicava els diumenges. Durant la Segona República va ser el diari de tendència republicana de major tiratge (entre 140.000 i 160.000 exemplars diaris). La seva difusió era gran no només a Madrid, sinó en la resta d'Espanya (sent en 1935 el segon diari en subscripcions després d'ABC).
El 30 de març de 2014 tornà als quioscos amb un número especial, amb Miguel Ángel Aguilar com a director.